# フォーミュラ・イースター
フォーミュラ・イースター（Formula Easter）は、1970年代から1980年代にかけて共産圏で行われた、フォーミュラカーによるレースである。ドライバーは共産圏出身者、マシンは共産圏の国立企業によって開発されたものや、民間で開発されたものが使用された。名目上、グループ9（フォーミュラ・リブレ）としてFIAから承認されていたが、シリーズの運営には一切関与していなかった。

## 技術解説
マシンは「TOARZ」や「TARK」といったコンストラクターによって開発された量産シャシーと、自家製シャシーが混在した。
エンジンの排気量は1300cc以下で、ラーダ・21011の直列4気筒エンジンのシリンダーブロックが使用されることが多かった。ノーマルで70馬力程度を発生させるこのエンジンは、チューニングによって90馬力から110馬力程度までパワーアップされた。
フォーミュラ・イースターではキャブレター、ピストン、カムシャフトのチューニングは禁止されていた。経済的に裕福なチームや自動車メーカーにコネクションを持つチームでは、これらのパーツに西側諸国への輸出仕様のものを使用することで高い性能を発揮させた。いくつかのチームはダチア・1300やポルスキ・フィアット・125p、シュコダ・105、ヴァルトブルク・353のエンジンを使用したが、そういったチームは愛国心に反するとして少数派にとどまった。
ギヤボックスはZAZ・ザポロージェツ・ZAZ-968の4速ギヤボックスや、タブリアの5速ギヤボックスをベースとしたものが使用された。ZAZ-968の4速ギヤボックスの場合、マグネシウム製のハウジングがギヤ交換が容易になるように改造され、これによって変速段の少なさをカバーするチューニングが流行した。
自家製マシンの場合、サスペンションは東ドイツのバルカス製ミニバンのストラットがよく流用された。多くのチームは自家製のダンパーオイルを使用することで性能を向上させていた。ドライブシャフトはUAZ製ジープのものが広く使われた。ブレーキはアフターマーケットで流通していたラーダのブレーキディスクの改造品に、ヴァルトブルク製の4ピストンキャリパーを組み合わせるのが一般的だった。ステアリング周りのパーツはコンパクトカーのものを改造して使用することが多く、トラバント製などが使用された。
シャシーは鋼管スペースフレームに合成樹脂やファイバーグラスを曲げて製作したボディを架装したものが主流だった。アルミモノコックの導入は1985年と非常に遅かったが、空力面ではなんとかF1に追随する努力がなされた。前後ウイングによるダウンフォース獲得が浸透し始めたあとはティレル・003に似たスポーツカーノーズが流行し、1981年のエストニア・21はロータス・78に倣いサイドウイングをもつウイングカーとして設計された。

## 工業的支援と経済的背景
多くのチームはマシンを自前のガレージで製作していたが、マシン製作には非常に時間がかかることが多く、完成に4年近く要することもあった。
経済的に裕福なチームは、量産シャシーを購入して使用した。シャシーブランドにはエストニアの「エストニア（Estonia）」やチェコスロバキアの「メタレックス（Metalex）」などがあったが、レースを運営する「技術委員会」では低予算でのマシン製作・チーム運営を是としていた。1980年代以降は西側のレースのように量産シャシーが自家製シャシーを駆逐する傾向も見られたが、自家製シャシーによってチャンピオンを獲得したドライバーもいた。
タイヤはチェコの官営タイヤメーカーであるバルム製のものか、ソ連のプロスター製のスリックタイヤが使用された。予算の限られるチームは新品を入手できず、しばしば危険なほど摩耗したものを使わざるを得なかった。レースに新品を回すため、テストや予選では中古タイヤを使うことが多かった。

## レース開催
フォーミュラ・イースターのレースはチェコのオートドローム・モストのほか、東ドイツのシュライツやベラルーシのミンスク、ウクライナのキエフといった場所で開催された。国際レースは「平和と友好のための競技会（For Peace and Friendship Cup）」という名前だった。いくつかの国では国内選手権を開催していた。
国際選手権はソビエト、東ドイツ、チェコスロバキアのチームが多く、有力チームはそれぞれの国家の威信を託された。自動車メーカーの存在しなかったハンガリーなどの弱小チームは、ラーダ製の低性能な国内仕様エンジンを使用した自家製マシンを使用するか、東ドイツのチームから中古のフォーミュラ・ジュニア用マシンやフォーミュラ・V用マシンを譲り受け、それをフォーミュラ・イースター用に改修して使用していた。
ソビエト連邦の崩壊に合わせてシリーズは消滅し、参加チームとドライバーの多くは新たに開催されるようになったフォーミュラ・フォードに移行した。